# Georgia Swarm
O  Georgia Swarm é um clube profissional de box lacrosse, sediado em Duluth, Georgia, Estados Unidos. O clube disputa a National Lacrosse League.

## História
A franquia foi fundada como Minnesota Swarm e jogou entre 2004 a 2015. Em 2016 foi realocado para Duluth e mudou o nome para Georgia Swarm.